# Catagramma superba
Catagramma superba är en fjärilsart som beskrevs av Krüger 1925. Catagramma superba ingår i släktet Catagramma och familjen praktfjärilar. Inga underarter finns listade i Catalogue of Life.